# فرودگاه بین‌المللی سیمون بولیوار (ونزوئلا)
فرودگاه بین‌المللی سیمون بولیوار (ونزوئلا) (به انگلیسی: Simón Bolívar International Airport (Venezuela)) (به زبان بومی: Aeropuerto de Maiquetia) یک فرودگاه همگانی مسافربری با کد یاتا CCS است که یک باند فرود آسفالت دارد و طول باند آن ۳۵۰۰ متر است. این فرودگاه در شهر کاراکاس کشور ونزوئلا قرار دارد و در ارتفاع ۷۲ متری از سطح دریا واقع شده‌است.

## شرکت‌های هواپیمایی و مقصدهای پروازی

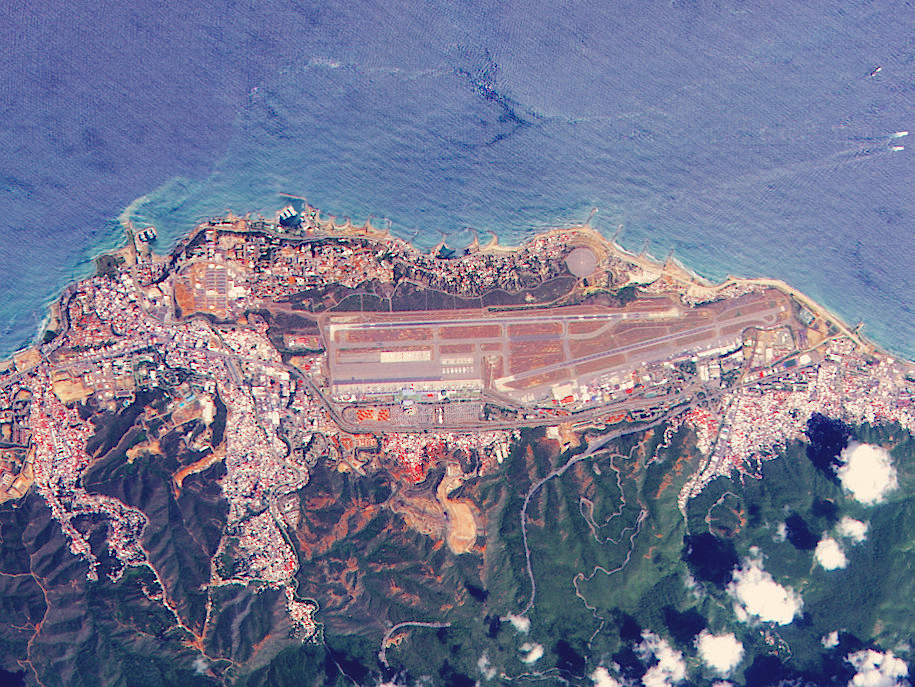
نمای هوایی

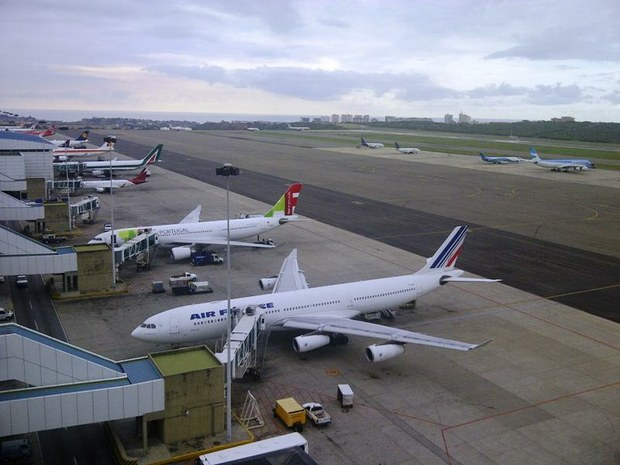
نمای اپرون

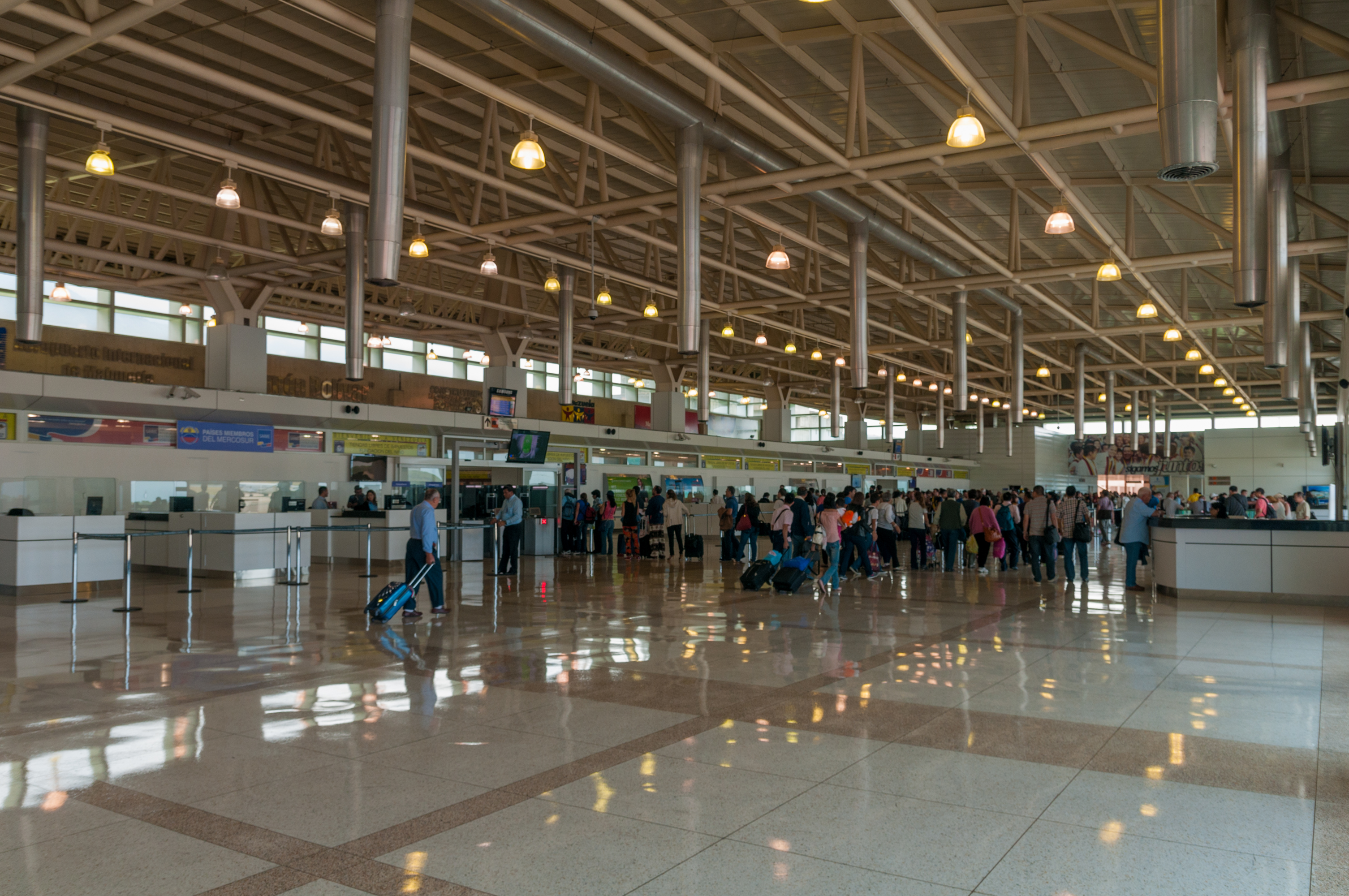
بخش گمرک و مهاجرت

### مسافری
| شرکت‌های هواپیمایی                                | مقصدهای پروازی |
| ------------------------------------------------ | --- |
| آئروپستال آلاس دی ونزوئلا                        | لا چینیتا، خوزه تادئو مناگاس، دل کریبی سانتیاگو «مارینو» |
| ایر اروپا                                        | مادرید-باراخاس |
| ایر فرانس                                        | شارل دوگل پاریس |
| Albatros Airlines                                | لوس روکوئس، خوآن سانتاماریا |
| امریکن ایرلاینز                                  | میامی |
| آسرکا ایرلاینز                                   | کویین بیاتریکس، ژنرال خوزه آنتونیو آنسوآتگی، خاسینتو لارا، هاتو، خوزفا کامخو، لا چینیتا، خوزه تادئو مناگاس، دل کریبی سانتیاگو «مارینو»، منیول کارلووس پیار گوایانا، لا امریکاس، آرتورو میچلنا                                                                  |
| اویور ایرلاینز                                   | ژنرال خوزه آنتونیو آنسوآتگی، باریناس، آرتورو میچلنا |
| کاریبین ایرلاینز                                 | پیارکو |
| کونویاسا                                         | باریناس، خاسینتو لارا، خوزه لئوناردو چیرینو، انتونیو ژوره دسوکره، خوآن پابلو پرس آلفونسو، لا فریا، خوزفا کامخو، لا چینیتا، خوزه تادئو مناگاس، دل کریبی سانتیاگو «مارینو»، کسیک آرامار، منیول کارلووس پیار گوایانا، لاس فله چراس، سن تومه، میر بوینونتورا ویواس |
| کوپا ایرلاینز                                    | توکومن |
| هواپیمایی کوبا                                   | خوزه مارتی، فرنک پئیز |
| دلتا ایرلاینز                                    | هارتسفیلد-جکسون آتلانتا (پایان در ۱۷ سپتامبر ۲۰۱۷) |
| Estelar Latinoamérica                            | انتونیو ژوره دسوکره، لا چینیتا، دل کریبی سانتیاگو «مارینو»، میر بوینونتورا ویواس |
| ایبریا ایرلاین                                   | مادرید-باراخاس |
| LASER Airlines                                   | کویین بیاتریکس، ژنرال خوزه آنتونیو آنسوآتگی، خوآن پابلو پرس آلفونسو، لا فریا، لا چینیتا، توکومن، دل کریبی سانتیاگو «مارینو»، پونتا کانا، لا امریکاس |
| LASER Airlines اجرا توسط World Atlantic Airlines | میامی |
| Latin American Wings                             | خورخه چاوز، کومودورو ارتورو مرینو بنیتز |
| لینئا توریستیکا آئرئوتوی                         | لوس روکوئس |
| روتاکا ایرلاینز                                  | ژنرال خوزه آنتونیو آنسوآتگی، توماز جی اریس، هاتو، خوزفا کامخو، دل کریبی سانتیاگو «مارینو»، منیول کارلووس پیار گوایانا، پونتا کانا، میر بوینونتورا ویواس |
| اس‌بی‌ای ایرلاینز                                  | میامی، توکومن |
| TAME                                             | ال دورادو |
| تاپ پرتغال                                       | لیسبون پورتلا |
| ترکیش ایرلاینز                                   | آتاترک |
| ونزولانا                                         | لا چینیتا، خوزه تادئو مناگاس، توکومن، دل کریبی سانتیاگو «مارینو»، لا امریکاس |
| Wingo                                            | ال دورادو |

### باری
| شرکت‌های هواپیمایی                            | مقصدهای پروازی                                                                                  |
| -------------------------------------------- | ----------------------------------------------------------------------------------------------- |
| امری‌فلایت                                    | رافائل هرناندز                                                                                  |
| Amerijet                                     | لا امریکاس                                                                                      |
| Centurion Air Cargo                          | اسخیپول آمستردام، جرج بوش، میامی                                                                |
| دی‌اچ‌ال اوییشن                                | گرانتلی ادمز                                                                                    |
| دی‌اچ‌ال اوییشن اجرا توسط ای‌بی‌ایکس ایر         | میامی                                                                                           |
| دی‌اچ‌ال اوییشن اجرا توسط ونسکار اینترناسیونال | پیارکو                                                                                          |
| کی‌اف کارگو                                   | میامی، خورخه چاوز                                                                               |
| لاتام کارگو برزیل                            | ویراکوپوس-کامپیناس                                                                              |
| LATAM Cargo Chile                            | ویراکوپوس-کامپیناس                                                                              |
| LATAM Cargo Mexico                           | مکزیکو سیتی                                                                                     |
| مارتین ایر (هلند)                            | رافائل هرناندز، اسخیپول آمستردام                                                                |
| اسکای لیز کارگو                              | خورخه چاوز                                                                                      |
| Solar Cargo                                  | والنسیا، ونزوئلا، گرانتلی ادمز، هاتو، میامی، لیما، بوگوتا، پاناماسیتی، گواتمالاسیتی، پونتا کانا |
| Transcarga                                   | هاتو                                                                                            |
| ونسکار اینترناسیونال                         | ال دورادو، هاتو، توکومن                                                                         |